# Hlybotski Rajon
Hlybotski Rajon (vitryska: Глыбоцкі Раён, ryska: Глубокский район) är ett distrikt i Belarus.   Det ligger i voblasten Vitsebsks voblast, i den norra delen av landet, 140 km norr om huvudstaden Minsk.